# Писарев, Анатолий Иванович
Анатолий Иванович Писарев (20 ноября 1912, Казань — 23 января 1974, Ижевск) — советский русский поэт, переводчик, журналист, литературный критик. Член Союза писателей СССР (1934). Заслуженный работник культуры Удмуртской АССР.

## Биография
Анатолий Писарев родился в 1912 году в Казани в семье служащего. Рано оставшись сиротой, воспитывался в детском доме села Алнаши. В 1931 году окончил Можгинский педагогический техникум, где проходил обучение с будущими писателями: Григорием Медведевым, Трофимом Архиповым, Михаилом Коноваловым, хорошо знал Кедра Митрея, Филиппа Кедрова, Игнатия Гаврилова.
Печататься Анатолий Писарев начал в конце 20-х годов и сразу же заявил о себе как разножанровый писатель: поэт, очеркист, переводчик, критик. В 1934 году Писарев опубликовал свой первый (и единственный) сборник стихотворений «Голос», в котором предстал и как лирик, и как сатирик и юморист. Впоследствии его стихи отдельными изданиями не выходили, а публиковались в альманахах и сборниках поэтов Удмуртии: «Начало», «Разбег», «Поэты Советской Удмуртии», «Стихи удмуртских поэтов» и др.
Одно из основных мест в творчестве Анатолия Писарева занимала работа переводчика. Хорошо владея удмуртским языком, он перевёл на русский стихи удмуртских поэтов Даниила Майорова, Михаила Петрова, Афанасия Лужанина, Николая Байтерякова, Флора Васильева. Анатолий Иванович является автором главы об удмуртской литературе в годы Великой Отечественной войны в «Очерках истории удмуртской советской литературы Архивная копия от 27 мая 2021 на Wayback Machine» (1957).
С начала 30-х годов Писарев стал профессиональным журналистом, свою трудовую деятельность начал в газете «Можгинский рабочий». В газетах «Ижевская правда», «Удмурт коммуна», «Комсомолец Удмуртии», «Удмуртская правда», «Молодой большевик», «Советской Удмуртия», журнале «Молот» он выступал как критик поэзии и прозы, писал рецензии, обзоры, литературные портреты. В своих статьях опирался на вульгарно-социологическую методологию.
Будучи членом Союза писателей СССР, Анатолий Иванович непременно принимал участие всех литературных конференций, семинаров, дней удмуртской литературы в ряде городов страны. Во многом именно ему удмуртская литература обязана в пропаганде на русском языке лучших её достижений.

## Сочинения
- сборник стихов «Голос Архивная копия от 27 мая 2021 на Wayback Machine», 1934
- поэма «Азин», 1936